# 圓山詩織
圓山 詩織（まるやま しおり、2月21日 - ）は、日本のフリーアナウンサー。ジョイスタッフ所属。

## 来歴
福井県出身。北陸高等学校、椙山女学園大学文化情報学部卒業。高校時代にはフェンシング部に所属し、2000年に全日本選手権のジュニア・オリンピック・カップ・フェンシング (JOC) に出場している。
大学を卒業後、2005年に福井テレビジョン放送 (FTB) に入社。同局在籍時には自社製作番組のほか、フジテレビの『27時間テレビ』や『女子アナスペシャル』にも出演。また、2007年には系列局アナウンサーの三都井美衣（当時富山テレビアナウンサー）、渡辺亜里（当時石川テレビアナウンサー）とともに、映画『茶々 天涯の貴妃』に豊臣秀吉の側室役で出演した。
2011年12月いっぱいで福井テレビを退社した後、夫の赴任先である海外へ移住。その後、日本でジョイスタッフに所属し、横浜エフエム放送（FMヨコハマ）の契約アナウンサーになる。

## 担当番組
特記のないデータは、すべて2019年7月時点のジョイスタッフ公式プロフィールからの参考。

### 福井テレビ
- おかえりなさ〜い - 中継リポーター、MC
- チカッペ!輝け福井のアスリートたち - MC
- めざましテレビ（フジテレビ） - 福井担当中継リポーター（2008年4月 - ）
- 座・タイムリーふくい - キャスター
- FNN福井テレビスーパーニュース - キャスター、お天気コーナー担当、VTRナレーター

### フリー転向後
- とっておき＠神奈川区（YOUテレビ） - リポーター
- FMyokohamaニュース（FMヨコハマ）